# Julienne de Saxe-Cobourg-Saalfeld
Julienne de Saxe-Cobourg-Saalfeld, en allemand : Juliane von Sachsen-Coburg-Saalfeld, grande-duchesse Anna Fiodorovna, en russe : Анна Фёдоровна, née le 23 septembre 1781 à Cobourg, décédée le 15 août 1860 à Elfenau près de Berne (Suisse).
Née princesse Juliane Henrietta Ulrika de Saxe-Cobourg-Saalfeld, par son mariage avec le grand-duc Constantin Pavlovitch de Russie, elle devient grande-duchesse de Russie.

## Famille
Elle est la troisième fille du duc François de Saxe-Cobourg-Saalfeld et de son épouse, la comtesse Augusta Reuss d'Ebersdorf (1757-1831).

## Mariage
À Saint-Pétersbourg, le 26 février 1796, elle épouse le grand-duc Constantin Pavlovitch de Russie (1779-1831), fils de Paul Ier et de son épouse Maria Fiodorovna (1759-1828). Cette union est dissoute le 20 août 1820.

## Enfants illégitimes
La princesse Julienne de Saxe-Cobourg-Saalfeld a une liaison avec un aristocrate français, Jules Gabriel Émile de Seigneux (1768-1834).
Un enfant nait de cette relation :
- Edward Edgard Schmidt-Löwe : (2 octobre 1808-3 avril 1892), en 1830, il épouse Bertha von Schauenstein (fille illégitime d'Ernest Ier de Saxe-Cobourg-Gotha). Il est éduqué par sa mère et est anobli par son oncle maternel, le duc Ernest Ier de Saxe-Cobourg et Gotha, par le décret du 10 janvier 1817, par lequel il prend le nom de von Löwenfels.

La princesse a une relation amoureuse avec un chirurgien suisse, Rudolf Abraham de Schiferli (1775-1837).
Un enfant nait de cette relation :
- Louise Hilda Agnès d'Aubert (1812-1837), elle est adoptée par un réfugié français, Jean François Joseph d'Aubert en 1834, elle épouse Jean Samuel Edouard Dapples (descendance)[réf. souhaitée].

## Biographie

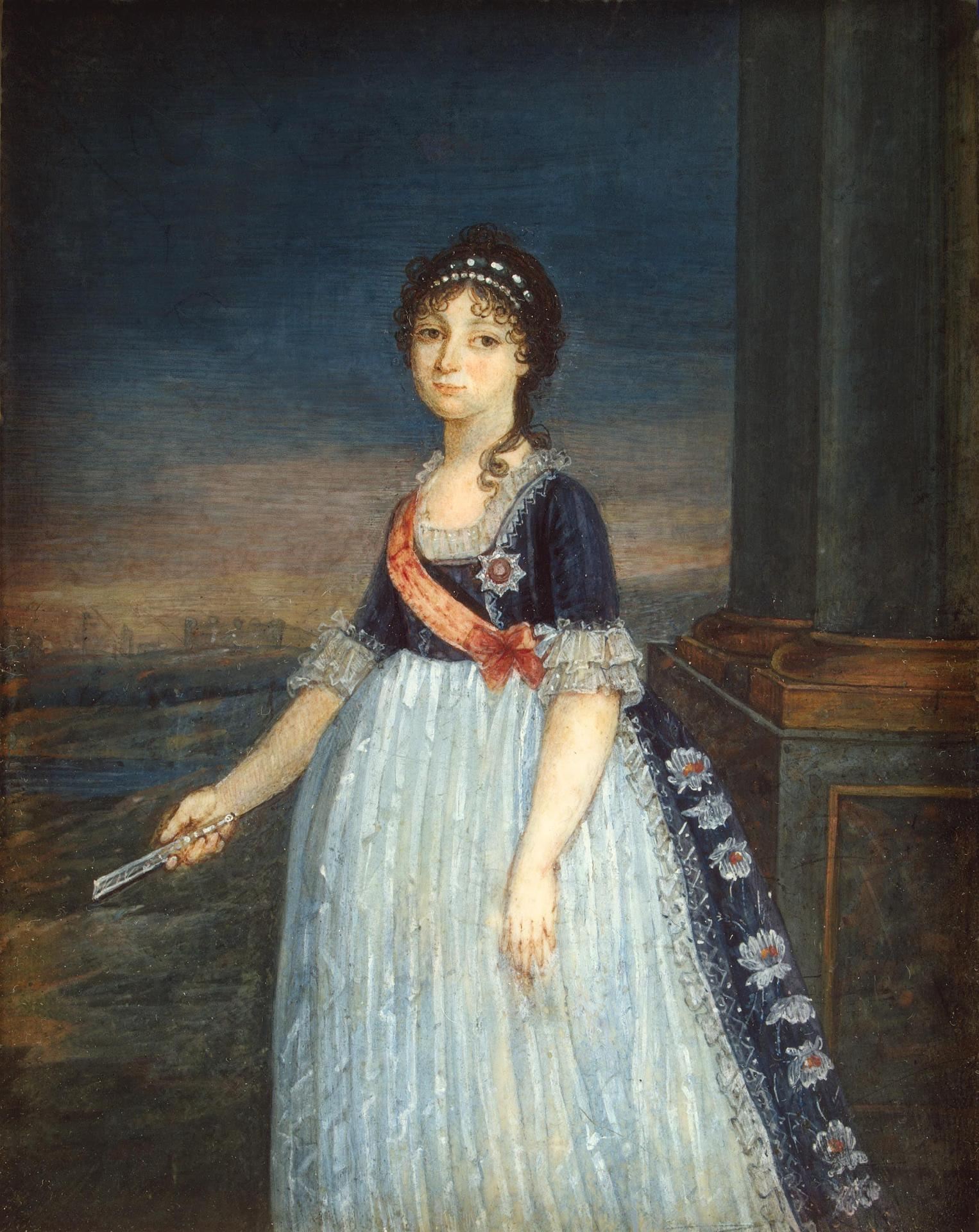
Grande-duchesse Julienne de Saxe-Cobourg-Saalfeld (Anna Fiodorovna)

La princesse Julienne de Saxe-Cobourg-Saalfeld nait au sein de la grande famille du duc François de Saxe-Cobourg-Saalfeld, elle est le troisième enfant du couple ducal. Son père a la réputation d'un homme très cultivé portant un grand intérêt pour les sciences de la botanique et de l'astronomie. Le caractère de sa mère, Augusta Carolina, née comtesse Reuss-Ebersdorff diffère de celui de son époux. Le couple ducal donne une bonne éducation à ses enfants.

### Le mariage
La princesse Julienne de Saxe-Cobourg-Saalfeld est tout d'abord promise en 1793 au tsarévitch Alexandre Pavlovitch de Russie mais elle n'a que 12 ans et préférant assurer au plus tôt sa dynastie, Catherine II de Russie préfère le grand-duc Konstantin Pavlovitch de Russie, plus jeune. À cette époque, il n'est encore qu'un adolescent âgé de 14 ans. 
L'impératrice parle avec fierté de son petit-fils, un parti très enviable pour plusieurs princesses d'Europe, en outre, à cette époque, le grand-duc Constantin Pavlovitch de Russie est le second dans l'ordre de succession au trône impérial de Russie après son frère le tsarévitch Alexandre Pavlovitch de Russie. De façon inattendue, l'impératrice reçoit une proposition de la cour royale de Naples. Le roi des Deux-Siciles, Ferdinand Ier et son épouse la reine Marie-Caroline de Habsbourg-Lorraine (sœur de la reine de France Marie-Antoinette de Habsbourg-Lorraine) exprime le désir de fiancer l'une de ses nombreuses filles au grand-duc Constantin Pavlovitch de Russie. Catherine II de Russie horrifiée par cette proposition oppose un net refus. En 1795, le général Andreï Iakovlevitch Budberg est chargé d'une mission secrète dans les cours d'Europe. En possession d'une longue liste de jeunes filles, il est chargé de choisir personnellement la future épouse du grand-duc Constantin Pavlovitch de Russie. En chemin, la santé du général s'altère ; forcé de demeurer à Cobourg, il fait mander un médecin. Le docteur et baron Christian Friedrich Stockmar se présente devant le malade, ayant eu connaissance des raisons exactes de la visite du général, le médecin commence à faire l'éloge de la jeune princesse Julienne de Saxe-Cobourg-Saalfeld.
De retour en Russie, le général Andreï Iakovlevitch Budberg a une brève concertation avec Catherine II de Russie, l'impératrice donne son consentement. La duchesse Augusta Reuss d'Ebersdorf, mère de la  jeune fille, prend connaissance de la bonne nouvelle, elle est immédiatement ravie que l'une de ses filles devienne l'épouse du grand-duc russe. De suite, elle comprend tous les avantages d'un tel mariage pour le petit duché. Toutefois en Europe, les opinions divergent à propos de ce mariage. Un exemple : dans ses Mémoires Notes secrètes de Russie Masson écrit le rôle peu enviable de la future épouse allemande : « Jeune, touchante victime que l'Allemagne envoie en hommage à la Russie, comme la Grèce qui envoya ses filles au Minotaure »
La duchesse de Saxe-Cobourg-Saalfeld et ses trois filles aînées, Sophie (1778-1835), Antoinette (1779-1824) et Julienne (1781-1860) sont invitées par Catherine II à se rendre à Saint-Pétersbourg. 
Le 6 octobre 1795, la tsarine désigne officiellement la jeune princesse Julienne de Saxe-Cobourg-Saalfeld comme future épouse de son petit-fils le grand-duc Konstantin Pavlovitch de Russie. Le 2 février 1796, la jeune princesse allemande se convertit à la religion orthodoxe russe et prend le nom de Anna Fiodorovna. La célébration du mariage eut lieu le 26 février 1796. Julienne de Saxe-Cobourg-Saalfeld n'a pas encore atteint ses 15 ans, quant au grand-duc, il est âgé de 16 ans. Ainsi l'impératrice Catherine II de Russie a choisi l'épouse de son petit-fils, le grand-duc Konstantin Pavlovitch de Russie ne peut que se plier aux exigences de sa grand-mère.
À l'occasion de ses fiançailles avec la princesse Julienne de Saxe-Cobourg-Saalfeld, le grand-duc Constantin Pavlovitch de Russie écrit à son ancien précepteur Frédéric-César de La Harpe : « Je suis dans une situation de vie agréable et j'ai marié la princesse Juliana de Saxe-Cobourg. Très déçu que vous ne la voyiez pas, elle est une jeune femme belle et je l'aime de tout mon cœur ».

### Union malheureuse
C'est une union très malheureuse. La passion du grand-duc Konstantin Pavlovitch pour la vie militaire et son comportement odieux affectent beaucoup la grande-duchesse Julienne de Saxe-Cobourg-Saalfeld. La tendresse du grand-duc à l'égard de sa jeune épouse se transforme rapidement en rudesse, il a un comportement insultant envers sa jeune femme. Il a hérité du tempérament coléreux de son père, le tsar Paul Ier de Russie, et est un être tyrannique et faible. À l'arrière du Palais de Marbre, le jeune homme prend plaisir à tuer les rats prisonniers dans de petites cages en fer : un jour, terrifiée, la jeune grande-duchesse s'évanouit. Le grand-duc est attentif à la vie de ses soldats, mais montre peu d'attention pour sa jeune épouse. La lune de miel de la grande-duchesse est très courte, le peu d'affection démontrée par son jeune époux se transforme vite en une indifférence glaciale, une haine froide. La pauvre jeune femme possède une nature aimable, certes, elle manque d'élégance et méconnait la vie au sein d'une grande Cour. Un jour, posant devant Élisabeth Vigée-Lebrun pour un portrait, le grand-duc Constantin Pavlovitch de Russie fait irruption dans la pièce, prend son épouse par la main et la conduit dans le hall du Palais de Marbre, il s'empare de plusieurs grands vases chinois, les jette à la tête de sa jeune épouse. La grande-duchesse Julienne de Saxe-Cobourg-Saalfeld déteste le comportement odieux de son époux, ses escapades amoureuses, la vie de couple pour la grande-duchesse devient de plus en plus pénible. Ces violences affectent le psychisme de la jeune épouse, au cours des funérailles de Catherine II de Russie, de nouveau la grande-duchesse s'évanouit. En outre, la rivalité entre la Maison de Wurtemberg et la Maison de Saxe-Cobourg attise la haine de l'impératrice Sophie-Dorothée de Wurtemberg à l'égard de sa bru. Julienne de Saxe-Cobourg-Saalfeld a également à souffrir de l'hostilité de Paul Ier de Russie, sa mère, qu'il hait est à l'origine du choix de l'épouse de son second fils. 
Les années passant, la grande-duchesse Julienne devient plus attrayante, la société russe la surnomme « l'Étoile du soir ». Mais la vie dépravée de son époux l'atteint de plein fouet : elle contracte la syphilis. Les médecins de la Cour lui conseillent une cure en Bohème. En séjour à Vienne, le grand-duc prend connaissance de la maladie de sa jeune épouse dont il est rendu responsable en raison de sa vie licencieuse. Il en éprouve beaucoup de remords et tente de réparer les fautes commises à l'égard de son épouse. Connaissant la mauvaise nature de son époux, Julienne refuse de revenir en Russie. Elle se confie à ses parents, mais, ne trouve aucun soutien. Ils se soucient trop de la réputation familiale et de leur propre situation financière. Julienne est contrainte de revenir à Saint-Pétersbourg. Peu de temps après son arrivée, Paul Ier de Russie envoie son fils le grand-duc Constantin à Tsarskoïe Selo. La grande-duchesse suit son époux dans le petit village de Tsarskoïe. Malgré la bienveillance de son époux, son séjour est humiliant pour une jeune princesse de son rang. 
À nouveau, la santé de la grande-duchesse Julienne se dégrade. Paul Ier de Russie lui accorde la permission de rentrer à Saint-Pétersbourg afin de recevoir les soins nécessaires à son état de santé. Le grand-duc Constantin montre une certaine bienveillance, il commence une relation extra-conjugale avec Joanna Grudzinsky qu'il épouse morganatiquement en 1820. L'harmonie du couple est de courte durée. Paul Ier de Russie n'acceptant pas un divorce entre les deux époux, le grand-duc et son épouse vivent séparés. 
Le 11 mars 1801, Paul Ier de Russie est assassiné. Deux mois après cet événement, le grand-duc se sépara de son épouse d'une façon peu digne d'un prince impérial[non neutre]. Il s'adonne à la boisson et au libertinage. La grande-duchesse supporte les écarts de son époux avec patience. En échange de l'effacement de ses dettes, le commandant de cavalerie Ivan Linev, l'un des proches amis du grand-duc, accepte de déclarer qu'il est l'amant de Julienne. Scandalisée, l'impératrice douairière Sophie-Dorothée de Wurtemberg mande le commandant ; ce dernier avoue sa présence dans la chambre de la grande-duchesse le matin même. Éberluées, les personnalités de la Cour se posent cette question : « Comment Linev pouvait-il être présent dans la chambre de la grande-duchesse le matin ? Les demoiselles d'honneur à l'intérieur de la chambre de Son Altesse étaient là, comme le chambellan, les pages, le messager de la cour, les valets, les laquais. Comment Linev pouvait-il se rendre dans la chambre à coucher de la grande-duchesse ?».
Des témoins favorables à la grande-duchesse sont recherchés, mais aucun ne prend le risque de se mêler des intrigues de la famille impériale. La pauvre princesse reste seule face à ces accusations. Sans défense devant ces calomnies et la colère de l'impératrice douairière, en 1813, la grande-duchesse quitte la Russie impériale pour n'y jamais revenir. Sa seule amie et confidente pendant ces terribles années est l'impératrice Élisabeth Alexeïevna. Presque immédiatement, la grande-duchesse entame les négociations concernant le divorce. En 1814, lors de l'invasion de la France par les troupes russes, Alexandre Ier de Russie manifeste le désir d'une réconciliation entre les deux époux, mais Julienne refuse catégoriquement.
Le 20 août 1820, le mariage est officiellement dissout par un manifeste d'Alexandre Ier de Russie. La même année, le grand-duc Constantin épouse morganatiquement sa maîtresse, Joanna Grudzinsky.

### Nouvelle vie de Julienne de Saxe-Cobourg-Saalfeld

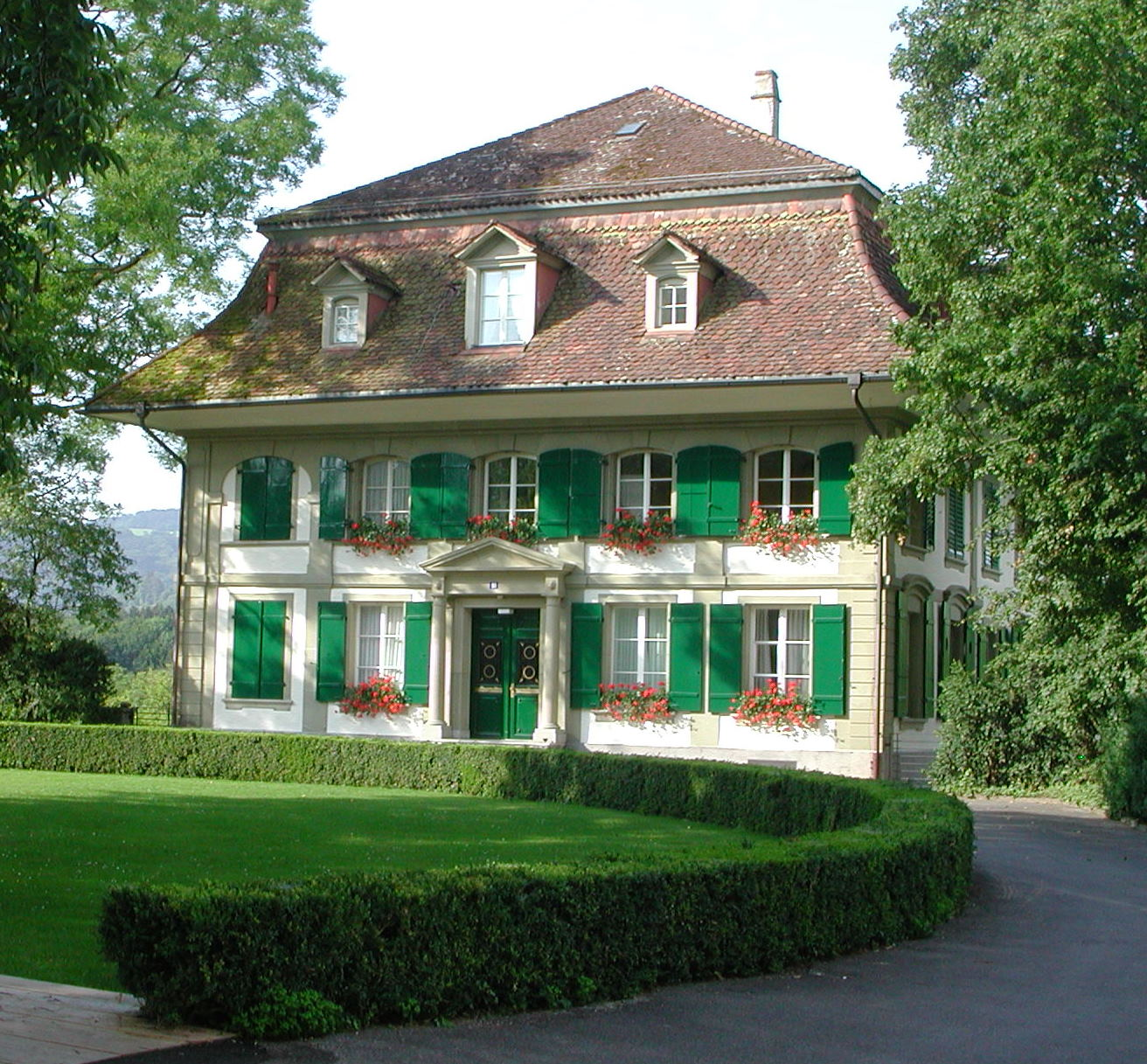
La ferme d'Elfenau

La princesse Julienne craint une réaction défavorable de la société européenne à son encontre, mais il n'en est rien, elle en reçoit plutôt de la sympathie. En 1813, elle s'établit à Berne. Elle se passionne pour la musique, son domicile est un centre de la vie musicale de ce début du XIXe siècle. En 1814, elle acquiert l'Elfenau, une petite ferme bordant l'Aar près de Berne en Suisse. Dans cette demeure, la princesse reçoit ses parents, son frère, le futur roi Léopold Ier de Belgique, de nombreux diplomates étrangers, de nombreux Russes.

### Décès
Julienne de Saxe-Cobourg-Saalfeld meurt le 15 août 1860 dans son manoir d'Elfenau près de Berne. Elle a survécu près de 30 ans à son ex-mari.

## Honneur
- Dame grand-croix de l'ordre de Sainte-Catherine (Empire russe[6]).

## Sources
- (en) Cet article est partiellement ou en totalité issu de l’article de Wikipédia en anglais intitulé « Princess Juliane of Saxe-Coburg-Saalfeld » (voir la liste des auteurs).

- (ru) Cet article est partiellement ou en totalité issu de l’article de Wikipédia en russe intitulé « Анна Фёдоровна » (voir la liste des auteurs).